# Манастырский, Витольд Антонович
Витольд Антонович Манастырский (1915—1992) — украинский художник, живописец и график, педагог, профессор (1968). Заслуженный деятель искусств УССР (1975).

## Биография
Сын народного художника Украинской ССР Антона Манастырского (1878—1969). Первые уроки живописи получил у отца.
В 1929—1934 годах обучался во Львовской художественно-промышленной школе, затем продолжил учёбу в
Варшавской Академии искусств (1935—1939). Ученик Тадеуша Прушковского и Фелициана Коварского.
В 1937 году за картину «Отдых на траве» молодой художник получил первую премию и право бесплатной поездки в Париж на международную выставку «Промышленность и искусство».
В 1939 году Витольд Манастырский успешно окончил Академию и вернулся во Львов.
В скором времени стал членом Союза художников Украины.
В 1939—1948 г. преподавал рисунок и живопись во Львовском художественно-промышленном училище (теперь Училище прикладного искусства им. И. Труша).
С 1947 г. — преподаватель кафедры рисунка Львовского института прикладного и декоративного искусства.
С 1954 г. — доцент кафедры рисунка Львовского института прикладного и декоративного искусства.
С 1968 г. — профессор кафедры рисунка института прикладного и декоративного искусства. С 1974 г. — заведующий кафедрой живописи.
Совмещал активную творческую работу с общественной и педагогической деятельностью. Неоднократно избирался членом республиканского правления Союза художников Украины.
Умер во Львове и похоронен на Лычаковском кладбище.

## Творчество
Автор ряда жанровых и бытовых картин, портретов, пейзажей, натюрмортов. В своих произведениях воспевал красоту родного Прикарпатья, жизнь его людей, воплощал образы современников, людей труда: рабочих, крестьян, деятелей науки и культуры.
К числу наиболее известных произведений художника относятся:
- «Кружок гуцульских народных музыкантов» (1951),
- «Портрет народного художника УССР А. И. Манастырского» (1949),
- «Легінь» (1949),
- «Верховинка» (1960),
- «Пейзаж з Криворівні» (1956),
- «Долина Белой Тиссы» (1961),
- «Весна на окраине Львова» (1962),
- «Гуцульский натюрморт» (1957),
- «Мастерская художника» (1956) и другие.

Был участником многих областных, межобластных, зональных, республиканских, всесоюзных и международных выставок.
Многие произведения Манастырского экспонируются в музеях и картинных галереях Украины.